# Acúcia (gens)
A gens Acutia foi uma família plebeia menor em Roma Antiga. Membros desta gens são mencionados desde o início da República até os tempos imperiais. O primeiro dos Acutii a alcançar proeminência foi Marcus Acutius, tribuno da plebe em 401 a.C.

## Origem
O nomen Acutius é derivado do adjetivo latim acutus, afiado ou inteligente.

## Prenomes
Os principais praenomina dos Acutii eram Marcus, Lucius, Quintus e Gaius, quatro dos nomes mais comuns ao longo da história romana. Um número de outros praenomina recebeu uso ocasional, dos quais apenas Publius aparece regularmente. Salvius, um praenome oscan, ocorre uma vez. Rufus, que também ocorre, pode ter sido um cognomen em vez de um praenome, embora tenha sido ocasionalmente usado como praenome na Gália Cisalpina; ou pode ter sido um nome servil.

## Ramos e cognomina
Os primeiros Acutii são encontrados sem um cognomen. Nerva, o sobrenome de Quintus Acutius, cônsul em 100 d.C., é derivado de nervus, musculoso.

## Membros
- Marcus Acutius, tribuno da plebe em 401 a.C., foi cooptado por seus colegas, em violação da lex Trebonia.[4]
- Lucius Acutius L. l. Dasius, um liberto enterrado em Fundi em Lácio, na parte final do primeiro século a.C., ou na primeira metade do primeiro século d.C.[5]
- Publius Acutius P. l. Pamphilus, um liberto nomeado em uma inscrição de Suasa em Úmbria, datando da era augustana.[6][7]
- Quintus Acutius Faienanus, governador de Lusitânia, provavelmente logo após o estabelecimento da província, entre 19 e 1 a.C.[8][9]
- Gaius Acutius C. f., enterrado em Corona em Vêneto e Histria, junto com sua esposa, Turpilia Tertia, na primeira metade do primeiro século d.C.[10]
- Acutia, esposa de Publius Vitellius, cujo sobrinho Aulus Vitellius se tornou imperador em 69 d.C.[11]
- Lucius Acutius L. f. Rufus, um magistrado em Pompéia em Campânia.[12]
- Tiberius Acutius Ti. l. Adauctus, um liberto, foi um soldado estacionado em Pompéia entre 60 e 79 d.C.[13]
- Tiberius Acutius Barbula, um soldado estacionado em Pompéia entre 60 e 79 d.C.[13]
- Tiberius Acutius Paterculus, um soldado estacionado em Pompéia entre 60 e 79 d.C.[13]
- Tiberius Acutius Ti. f. Spendon, um nativo livre da região, foi um soldado estacionado em Pompéia entre 60 e 79 d.C.[13]
- Quintus Acutius Nerva, cônsul suffectus em 100 d.C.[14][15]
- Lucius Acutius L. f. Primus, um eques, e um dos duumviri jure dicundo em Brixia em Vêneto e Histria, em algum momento entre a ascensão de Trajano e 150 d.C.[16]
- Marcus Acutius Valentinus, marido de Rasinia Lucifera, e pai de Marcus Acutius Valentinus, um menino enterrado em Roma no final do primeiro século, ou no início do segundo.[17]
- Lucius Acutius Marcellus, cliente de Gaius Saenius Verus, um eques e um dos duumviri jure dicundo para Laurentum, de acordo com uma inscrição de Altinum em Vêneto e Histria, datando do final do primeiro século, ou do início do segundo.[18]
- Marcus Acutius M. f. Valentinus, filho de Marcus Acutius Valentinus e Rasinia Lucifera, enterrado em Roma no final do primeiro século, ou no início do segundo, com onze anos, um mês e dezoito dias.[17]
- Marcus Acutius Justus, nomeado em uma inscrição de Lambaesis, datando de 98 d.C.[19]
- Marcus Acutius M. l. Eutychus, um liberto nomeado em uma inscrição de Roma, datando de 106 d.C.[20]
- Gaius Acutius, nomeado em uma inscrição de Filas no Egito, datando de 116 d.C.[21]
- Acutia Q. f. Sabina, enterrada em Augusta Bagiennorum em Líguria, em um túmulo construído por Quintus Vequasius Fortunatus, datando da primeira metade do segundo século.[22]
- Marcus Acutius, fez uma oferta a Júpiter Óptimo Máximo em Carnuntum em Pannonia Superior, em algum momento do segundo século.[23]
- Acutia Prepusa, nomeada em uma inscrição de Indústria em Líguria, datando do segundo século.[24]
- Acutia Charis, construiu um túmulo em Roma para sua escrava, Sergia Chreste, de seis anos, em algum momento do segundo ou início do terceiro século.[25]
- Lucius Acutius Trypho, filho de Artemidorus, foi um retórico, nomeado em uma inscrição de Pisaurum em Úmbria, datando do segundo século.[26]
- Marcus Acutius Ingenuus, um escoteiro nomeado em uma inscrição de Lambaesis, datando de 186 d.C.[27][28]
- Acutius Quintinus, um veterano nomeado em uma inscrição de Apulum em Dácia, datando de 191 d.C.[29]
- Publius Acutius Lucretianus, dedicou um monumento do segundo ou terceiro século em Aquileia em Vêneto e Histria a seu filho, Publius Acutius Martialis, um soldado veterano.[30]
- Acutia Ursula, construiu um túmulo em Tridentum em Vêneto e Histria para seu marido, Marcus Aurelius Sextinius, um dos Seviri Augustales, datando do segundo ou terceiro século.[31]
- Publius Acutius P. f. Martialis, um soldado veterano enterrado em Aquileia, no final do segundo século ou na primeira metade do terceiro, com um monumento de seu pai, Publius Acutius Lucretianus.
- Acutia Restituta, enterrada em Roma, com vinte e cinco anos, em um túmulo dedicado por seu marido, Julius Hypnus, datando da segunda metade do segundo século, ou da primeira metade do terceiro.[32]
- Acutia Matrona, esposa de Gaius Longinius Severinus, e mãe de Longinius Avitus, enterrada em um sepulcro familiar em Emona em Pannonia Superior, no final do segundo século, ou na primeira metade do terceiro.[33]
- Acutia Ursa, junto com Acutius Ursus, em 220 d.C. fez uma oferta aos deuses em Mogontiacum em Germania Superior.[34]
- Acutius Ursus, junto com Acutia Ursa, em 220 d.C. fez uma oferta aos deuses em Mogontiacum.[34]
- Marcus Acutius Hilarus, um soldado no século de Aelius Torquatus, na quinta coorte dos vigiles em Roma, no início do terceiro século.[35]
- Acutius Fortunatus, um soldado nomeado em uma inscrição de Tunes em África Proconsularis, datando de 230 d.C.[36]

### Acutii sem data
- Acutia, filha de Ant[...], enterrada em Roma, com treze anos.[37]
- Acutius, enterrado em Roma, com trinta anos.[38]
- Acutia, enterrou seu marido, Felix, em Roma, no oitavo dia antes das ides de novembro, ou 6 de novembro.[39]
- Acutia, esposa de Aulus Venusius, e mãe de Aulus Venusius Constans, um dos duumviri jure dicundo em Clusium.[40]
- Acutius, nomeado em uma inscrição de Cártago em África Proconsularis.[41]
- Acutius, nomeado em uma inscrição de Virunum em Noricum.[42]
- Aulus Acutius, um dos Seviri Augustales, enterrado em Nesactium em Vêneto e Histria.[43]
- Gaius Acutius C. f., nomeado em uma inscrição de Praeneste em Lácio.[44]
- Lucius Acutius, nomeado em uma inscrição de Praeneste.[45]
- Marcus Acutius C. f., nomeado em uma inscrição de Praeneste.[46]
- Quintus Acutius, marido de Acutia Primigenia, e pai de Quintus Acutius Fortis, um menino enterrado em Roma.[47]
- Quintus Acutius, amante de Agatia, nomeado em uma inscrição encontrada perto de Mutina em Gália Cisalpina.[48]
- Quintus Acutius, um oficial em uma legião incerta, nomeado em uma inscrição do atual local de Brohl, anteriormente parte de Germania Superior.[49]
- Rufus Acutius, filho de Comincilio?, nomeado em uma inscrição de Brixia.[50]
- Salvius Acutius L. f., nomeado em uma inscrição de Augusta Taurinorum em Gália Cisalpina, junto com sua esposa, Quinta Magilia.[51]
- Acutius [...]ianus, um centurião na terceira legião, enterrado em Lambaesis em Numídia.[52]
- Acutia Accepta, enterrada em um sepulcro familiar construído em Brixia por seu marido, Marcus Suricius Epagathus, um dos Seviri Augustales.[53]
- Marcus Acutius P. f. Acutianus, um eques enterrado em Cluana em Piceno, com trinta anos, seis meses e vinte e cinco dias, com um monumento de sua esposa, Laecania Martina.[54]
- Marcus Acutius Aegipas, provavelmente um liberto, nomeado em uma inscrição de Puteoli em Campânia, junto com sua esposa, Sicilia Agathe.[55]
- Acutius Agathemerus, nomeado em uma inscrição funerária de Roma.[56]
- Quintus Acutius Q. l. Agilio, um liberto nomeado em uma inscrição funerária de Ateste em Vêneto e Histria.[57]
- Acutia Allage, enterrada em Ateste.[58]
- Acutia Amatrix, enterrada em Lugdunum em Gália Lugdunense, em um túmulo construído por seu marido, Gaius Cantius Fluentinus.[59]
- Sextus Acutius Aquila, pretor em um ano incerto, construiu um monumento em Aquae Sextiae em Gália Narbonense para seu pai, Acutius, mãe, Ingenua, irmã, Severa, e irmão, Rufus.[60]
- Acutius Aristo, um dos filhos de Acutius [...]ianus, um centurião na terceira legião, enterrado em Lambaesis.[52]
- Acutia Athenais, enterrada em Ateste.[61]
- Acutia Auga, liberta de Lucius Titurius Sura, para quem construiu um túmulo em Ateste.[62]
- Acutius Basileus, enterrado em Puteoli, com vinte e dois anos, seis meses e treze dias, com um monumento de seu pai, Cassius Theon.[63]
- Acutia L. l. Blanda, uma liberta nomeada em uma inscrição de Altinum.[64]
- Lucius Acutius Caecilianus, dedicou um monumento em Brixia para sua mãe adotiva, Caecilia Procula.[65]
- Acutia Caesia, construiu um túmulo perto de Brixia para seu marido M[...] Aper.[66]
- Acutia Capitolina, nomeada em uma inscrição de Hispânia Citerior.[67]
- Acutia Chloë, enterrada em Roma.[68]
- Lucius Acutius Clemens, fez uma oferta libacional a Mercúrio em Brixia.[69]
- Quintus Acutius Q. l. Diomedes, um liberto, e um dos Seviri Augustales em Altinum.[70]
- Quintus Acutius Epagathus, junto com Sestia Primitiva, construiu um túmulo para seu bom amigo, e marido de Sestia, Gaius Lepidius Narcissianus.[71]
- Acutia C. l. Eloge, uma liberta que fez uma oferta a Juno em Brixia.[72]
- Acutia Emerita, enterrada em Lambaesis, com três anos, junto com sua mãe, Amullia Africana, com vinte e sete anos, em um túmulo construído por seu avô, Gaius Amullius Africus.[73]
- Acutia Epiteuxis, construiu um túmulo em Nemausus em Gália Narbonense para seu marido, Titus Geminius Titianus, prefeito dos vigiles.[74]
- Acutia Fa[...], enterrada em Mutina.[75]
- Marcus Acutius Faustinus, um veterano da guarda pretoriana, enterrado em Blera em Etrúria, com cinquenta e seis anos, tendo servido vinte e três anos, com um monumento de Gnaeus Epulanius Pius.[76]
- Lucius Acutius Felix, construiu um túmulo em Roma para sua esposa, Caecilia Petale, e sua escrava, Lucius Caecilius Aprilis.[77]
- Acutia Flaccinilla, enterrada em Lambaesis, em um sepulcro construído por seu marido, Publius Aelius Processus, um eques, e flamen.[78]
- Quintus Acutius Q. f. Fortis, filho de Quintus Acutius e Acutia Primigenia, enterrado em Roma, com três anos, cinco meses.[47]
- Quintus Acutius Hermes, enterrado em Nemausus, com um monumento de seu patrono, Quintus Atilius Acutius.[79]
- Acutia Irene, uma liberta enterrada em Roma, com um túmulo dedicado por Quintus Acutius Trypho.[77]
- Publius Acutius Italicus, um menino enterrado em Ilipa em Hispânia Baetica, com seis anos e nove meses.[80]
- Gaius Acutius L. f. Julius, enterrado em Brixia.[81]
- Acutia Justina, enterrada em Neapolis, em um túmulo construído por seu marido.[82]
- Lucius Acutius Leo, dedicou um túmulo em Misenum em Campânia para sua esposa, Popaedia Quarta.[83]
- Quintus Acutius Leucon, junto com Julia Eunia, construiu um túmulo em Roma para o filho de Julia, Gaius Julius Mercurius, com quinze anos, seis meses e dezesseis dias.[84]
- Acutia Liberalis, fez uma oferta libacional a Diana em Novae em Moesia Superior.[85]
- Acutia Ɔ. l. Lyris, uma liberta enterrada em Ateste, com um monumento de seu marido, Clemens.[86]
- Marcus Acutius M. f. Marcellus, nomeado em uma inscrição de Ateste, junto com Marcus Acutius Secundus.[87]
- Acutia Marina, enterrada em Gades em Hispânia Baetica, com quarenta e um anos.[88]
- Gaius Acutius C. f. Maturus, fez uma oferta libacional em Patavium em Vêneto e Histria.[89]
- Acutia M. f. Maxima, enterrada em Mântua em Vêneto e Histria.[90]
- Marcus Acutius M. l. Noetus, um liberto nomeado em uma inscrição testamentária de Concordia Sagittaria em Vêneto e Histria.[91]
- Quintus Acutius Sp. f. Optatus, nomeado em uma inscrição de Mutina.[92]
- Acutius Porcianus, um dos filhos de Acutius [...]ianus, um centurião na terceira legião, enterrado em Lambaesis.[52]
- Acutia Primigenia, esposa de Quintus Acutius, e mãe de Quintus Acutius Fortis, um menino enterrado em Roma.[47]
- Acutia Proculina, filha de Proculinus, enterrada em Clunia em Hispânia Citerior.[93]
- Acutia Protogenia, construiu um túmulo em Cemenelum em Alpes Marítimos para sua filha, Valeria Materna, e neto, Julius Albiccianus.[94]
- Lucius Acutius L. l. Quadratus, um liberto nomeado em uma inscrição de Altinum.[95]
- Gaius Acutius Romanus, dedicou um monumento em Roma para seu irmão, Gaius Acutius Severus.[96]
- Quintus Acutius Rufio, nomeado em uma inscrição de Ateste.[97]
- Marcus Acutius Salutaris, construiu um túmulo em Roma para si mesmo e sua esposa, Turullia.[98]
- Acutius Saturninus, enterrado em Garriana em África Proconsularis, com oitenta e cinco anos.[99]
- Lucius Acutius Secundus, nomeado em uma inscrição testamentária de Constantia em Alpes Poeninae.[100]
- Marcus Acutius M. f. Secundus, nomeado em uma inscrição de Ateste, junto com Marcus Acutius Marcellus.[87]
- Lucius Acutius Sextus, nomeado em duas inscrições de Vasio em Gália Narbonense.[101]
- Acutia Severilla, enterrada em Altinum.[102]
- Lucius Acutius Severinus, enterrado em Nemausus em um sepulcro familiar construído por sua esposa, Ventidia Nice, junto com seu filho, Lucius Acutius Ventidius.[103]
- Gaius Acutius Severus, quartel-mestre da sétima legião, enterrado em Roma com um monumento de seu irmão, Gaius Acutius Romanus.[96]
- Gaius Acutius Speratus, enterrado no atual local de Stommeln, anteriormente parte de Germania Inferior, junto com Petronia Justina.[104]
- Acutius Strabo, um dos filhos de Acutius [...]ianus, um centurião na terceira legião, enterrado em Lambaesis.[52]
- Acutia Successa, enterrada em Pstia, em um túmulo construído por seu marido, Gaius Marius Felix.[105]
- Titus Acutius Tacitus, dedicou um monumento em Roma para sua esposa, Castricia Valeria.[56]
- Quintus Acutius Trypho, construiu um túmulo em Roma para Acutia Irene.[77]
- Acutia Tyche, filha de Julia Arche, enterrada em Roma, com vinte e oito anos.[106]
- Acutia Ursa, enterrada no sepulcro familiar construído em Brixia por seu marido, Valerius Primitius.[107]
- Gaius Acutius Valens, dedicou um monumento em Roma para seu irmão, o eques Marcus Aurelius Verus Vettianus.[108]
- Lucius Acutius L. f. Ventidius, filho de Lucius Acutius Severinus e Ventidia Nice, enterrado no sepulcro familiar construído por sua mãe.[103][109]